# Козє (община)
Община Козє (словен. Občina Kozje) — одна з общин Словенії. Адміністративним центром є місто Козє.

## Населення
У 2011 році в общині проживало 3239 осіб, 1620 чоловіків і 1619 жінок. Чисельність економічно активного населення (за місцем проживання), 1279 осіб. Середня щомісячна чиста заробітна плата одного працівника (EUR), 881,47 (в середньому по Словенії 987.39). Приблизно кожен другий житель у громаді має автомобіль (52 автомобілі на 100 жителів). Середній вік жителів склав 42,5 роки (в середньому по Словенії 41.8). 